# Oleg Makarow (łyżwiarz figurowy)
Oleg Witaljewicz Makarow, ros. Олег Витальевич Макаров (ur. 22 października 1962 w Leningradzie) – radziecki łyżwiarz figurowy, startujący w parach sportowych z żoną Łarisą Sielezniową. Brązowy medalista olimpijski z Sarajewa (1984) i uczestnik igrzysk olimpijskich (1988), wicemistrz (1985) i brązowy medalista mistrzostw świata (1988), dwukrotny mistrz (1987, 1989) i trzykrotny wicemistrz Europy (1985, 1988, 1990), dwukrotny mistrz świata juniorów (1980, 1981) oraz 5-krotny mistrz Związku Radzieckiego (1984, 1985, 1988–1990).
Makarow ożenił się ze swoją partnerką sportową Łarisą Sielezniową w 1987 roku. Mają córkę Ksieniję (ur. 1992 w Rosji), która reprezentowała Rosję w konkurencji solistek na igrzyskach olimpijskich 2010 w Vancouver, oraz syna Aleksieja (ur. 2001 w Stanach Zjednoczonych), który trenował pływanie
Po zakończeniu kariery amatorskiej w 1990 roku, Sielezniowa i Makarow zostali trenerami łyżwiarstwa w Petersburgu. Następnie w 2001 roku przenieśli się do Nowego Jorku i kontynuowali karierę trenerską w Ice Time Sports Complex w Newburgh. 16 sierpnia 2013 roku Sielezniowa, Makarow i ich córka zostali obywatelami Stanów Zjednoczonych.

## Osiągnięcia
Z Łarisą Sielezniową
| Zawody                                | 78–79          | 79–80          | 80–81          | 81–82          | 82–83          | 83–84          | 84–85          | 85–86          | 86–87          | 87–88          | 88–89          | 89–90          |                |                |                |                |                |
| Międzynarodowe                        | Międzynarodowe | Międzynarodowe | Międzynarodowe | Międzynarodowe | Międzynarodowe | Międzynarodowe | Międzynarodowe | Międzynarodowe | Międzynarodowe | Międzynarodowe | Międzynarodowe | Międzynarodowe | Międzynarodowe | Międzynarodowe | Międzynarodowe | Międzynarodowe | Międzynarodowe |
| ------------------------------------- | -------------- | -------------- | -------------- | -------------- | -------------- | -------------- | -------------- | -------------- | -------------- | -------------- | -------------- | -------------- | -------------- | -------------- | -------------- | -------------- | -------------- |
| Igrzyska olimpijskie                  |                |                |                |                |                | 3              |                |                |                | 4              |                |                |                |                |                |                |                |
| Mistrzostwa świata                    |                |                |                |                |                | 4              | 2              | 4              | 4              | 3              |                | 4              |                |                |                |                |                |
| Mistrzostwa Europy                    |                |                |                |                |                | 4              | 2              |                | 1              | 2              | 1              | 2              |                |                |                |                |                |
| NHK Trophy                            |                |                |                |                |                |                |                |                |                |                | 1              | 2              |                |                |                |                |                |
| Prize of Moscow News                  |                |                |                | 1              | 2              |                | 1              | 1              |                | 3              |                |                |                |                |                |                |                |
| Ennia Challenge                       |                |                |                | 2              | 1              |                | 1              |                |                |                |                |                |                |                |                |                |                |
| Międzynarodowe: Kategorie młodzieżowe |                |                |                |                |                |                |                |                |                |                |                |                |                |                |                |                |                |
| Mistrzostwa świata juniorów           | 2              | 1              | 1              |                |                |                |                |                |                |                |                |                |                |                |                |                |                |
| Krajowe                               |                |                |                |                |                |                |                |                |                |                |                |                |                |                |                |                |                |
| Mistrzostwa ZSRR                      |                |                |                | 5              | 4              | 1              | 1              |                | 2              | 1              | 1              | 1              |                |                |                |                |                |
| Mistrzostwa ZSRR juniorów             | 1              | 1              | 1              |                |                |                |                |                |                |                |                |                |                |                |                |                |                |

## Nagrody i odznaczenia
- Mistrz sportu ZSRR klasy międzynarodowej[7]